# Inferencja typów
Inferencja typów – mechanizm w językach statycznie typowanych, w którym kompilator określa typ danych na podstawie informacji dostępnych w czasie kompilacji, np. typów zadeklarowanych wcześniej lub określania typów na podstawie wartości już znanych zmiennych. Przykładem języka programowania, który wykorzystuje inferencję typów jest TypeScript.

## Przykład
Dla przykładu w wyjątkowo niezłożonym języku, kod został już przetworzony w drzewo składniowe z jednoargumentowymi (rozwiniętymi) funkcjami (przykładowy kod w Ocamlu).
Nasz język ma tylko dwie konstrukcje – atomy i aplikacje funkcji. Podobnie typy dzielą się na atomowe i funkcyjne:
```
type utype = Basic of string | Fun of utype * utype;;

type expr = Atom of utype | Fapp of expr * expr;;

```

Kompilator musi sprawdzić trzy wyrażenia: (+), (+ 2) i ((+ 2) 2),
oblicza więc typy atomów: (int->int->int), ((int->int->int) int), (((int->int->int) int) int)
i podaje je do naszego inferatora:
```
let plus = Atom (Fun (Basic "int", Fun (Basic "int", Basic "int")));;
let two_plus = Fapp (plus, Atom (Basic "int"));;

let two_plus_two = Fapp (two_plus, Atom (Basic "int"));;

```

Procedura inferencji jest prosta: wylicza się typ ciała funkcji oraz jej argumentu,
po czym jeśli:
- typ funkcja nie jest funkcyjny - oznacza to błąd "not a function"
- funkcja jest typu funkcyjnego, ale typ jej argumentu nie zgadza się z typem podanego argumentu - oznacza to błąd "argument type mismatch"
- jeśli funkcja jest typu funkcyjnego i typy argumentów się zgadzają wyrażenie ma wartość taką jaką zwraca funkcja

Przy czym w językach polimorficznych nie sprawdza się równości tylko unifikuje typy argumentu spodziewanego i rzeczywistego.
```
let rec utype_infere = function
    Atom a -> a
  | Fapp (f,arg) ->
      let f_type = utype_infere f
      in let arg_type = utype_infere arg
      in match (f_type,arg_type) with
          (Basic _,_) -> failwith "not a function"
        | (Fun(fat,rt),aat) ->
            if fat = aat
            then rt
            else failwith "argument type mismatch"
;;

```

I podanie wyrażeń do inferatora:
```
utype_infere plus;;
utype_infere two_plus;;
utype_infere two_plus_two;;

```

W rzeczywistych językach należałoby też zająć się inferencją typów funkcji, krotek, pętli, konstrukcji warunkowych i innych zwykle spotykanych konstrukcji. Większość z nich można przedstawić jako funkcje polimorficzne.